# Vimala Devi
Vimala Devi   (Penha de França (Goa portuguesa), 1932), pseudònim literari de Teresa da Piedade de Baptista Almeida, és una escriptora, poeta i traductora indo-portuguesa, establerta a Barcelona des del 1973. La seva obra va estar marcada inicialment pel simbolisme de Camilo Pessanha, posteriorment pel modernisme de Fernando Pessoa i, finalment, pel concretisme brasiler i pel surrealisme. Entre les seves aportacions hi ha la primera traducció d'Herberto Helder al català, i és també coautora, amb Manuel de Seabra, d'un diccionari català-portuguès i portuguès-català publicat per Enciclopèdia Catalana en dos volums.

## Obres publicades

### Prosa
- Monção Lisboa: Dédalo, 1963 (Lisboa: Escritor, 2003)

Traducció:
- Monsó. Vilanova i la Geltrú: El Cep i la Nansa, 2002) (en català)

- A Cidade e os Dias. Lisboa: Leitor, 2008

Traducció:
- La Ciutat i els dies. Vilanova i la Geltrú: El Cep i la Nansa, 2008) (en català)

### Poesia
- Súria: poemas Lisboa: Agência-Geral do Ultramar, 1962.
- Hologramas Coimbra: Atlântida Editora, 1969
- Telepoemas Coimbra: Atlântida Editora, 1970
- Hora. El ojo de Polifemo, Barcelona, 1991. (en castellà).
- Rosa secreta. El ojo de Polifemo, Barcelona, 1992. (en castellà).
- El temps irresolt. L'ull de Polifem, Barcelona, 1995. (en portuguès i català).
- Pluralogo. La Kancerkliniko, Thaumiers, 1996. (en esperanto).
- Speguliĝoj. La Kancerkliniko, Thaumiers, 1998. (en esperanto).
- Éticas-Ètiques. Vilanova i La Geltrú: El Cep i La Nansa, 2000. (en portuguès i català).

### Obres de referència
- A Literatura Indo-Portuguesa (amb Manuel de Seabra), Lisboa: Junta de Investigações do Ultramar, 1971.
- A Literatura Indo-Portuguesa 2. Antologia(amb Manuel de Seabra), Lisboa: Junta de Investigações do Ultramar, 1971.
- Diccionari portuguès-català (Manuel de Seabra), Barcelona: Enciclopèdia Catalana, 1985.